# 치바 시게루 (성우)
치바 시게루(일본어: 千葉繁, 1954년 2월 4일 ~ )는 일본의 남자 성우다. 본명은 마에다 마사하루(일본어: 前田正治).

## 출연작
- 극장판 SPY×FAMILY CODE: White - 똥의 신
- 극장판 오버로드 칠흑의 영웅 - 세바스 톈
- 근육맨 - 근육맨 솔져, 근육 아타루
- 떴다! 럭키맨 - 노력맨
- 드래곤볼 - 피라후, 라데츠
- 명탐정 코난: 비색의 부재증명 - 럼
- 원피스 - 버기
- 유유백서 - 쿠와바라 카즈마
- 은혼 온 시어터 2D 일국경성편 - 롯텐 마이조